# Leopold Dręgiewicz
Leopold Karol Dręgiewicz (ur. 4 listopada 1884 w Zabłotowie, zm. 1945) – doktor nauk medycznych, dentysta, kapitan rezerwy służby zdrowia Wojska Polskiego,

## Życiorys
Leopold Karol Dręgiewicz urodził się 4 listopada 1884 w Zabłotowie. Był synem Michała Lamberta Dręgiewicza (c. k. komisarz straży skarbowej w Brzozowie) i Michaliny z domu Zalewskiej (1863-1938, urodzona w Ułaszkowcach). Jego rodzeństwem byli: Ludwik (oficera c. i k. armii, który zginął pod Zubowicami 31 października 1914) i Kazimierz (student Politechniki Lwowskiej, w wieku 19 lat poległy w obronie Lwowa pod Zadwórzem, tzw. „polskie Termopile”), Michalina (nauczycielka w Brzuchowicach, zmarła po wojnie w Rzeszowie). Jego krewnymi byli Karol Dręgiewicz (1818–1887, członek wydziału miejskiego w Sanoku w latach 1850–1865), Wiktor Dręgiewicz (1860–1922, inspektor policji i radny Sanoka; u niego Leopold zamieszkiwał w Sanoku w trakcie nauki gimnazjalnej).
W 1903 Leopold Dręgiewicz zdał egzamin dojrzałości w C. K. Gimnazjum Męskim w Sanoku (w jego klasie byli m.in. Józef Ekkert, Ksawery Jaruzelski, Ludwik Jus, Feliks Młynarski, Kazimierz Ślączka). Na III roku studiów na Wydziale Lekarskim Uniwersytetu Lwowskiego w roku akademickim 1908/1909 otrzymał stypendium fundacji Głowińskiego. Ukończył studia medyczne uzyskując tytuł naukowy doktora i dyplom lekarza dentysty w 1912. 
W C. K. Armii od około 1912 zastępcą asystenta lekarza (wojskowa szkoła aplikacyjna). Następnie został awansowany na stopień nadlekarza z dniem 1 sierpnia 1913 i był przydzielony do Gsp. Nr 14 we Lwowie. Podczas I wojny światowej został awansowany na lekarza pułkowego z dniem 1 września 1915 i nadal był przydzielony do Gsp. Nr 14 we Lwowie.
Po odzyskaniu przez Polskę niepodległości został przyjęty do Wojska Polskiego. Został awansowany do stopnia kapitana rezerwy w korpusie oficerów sanitarnych - lekarzy ze starszeństwem z dniem 1 czerwca 1919. W 1923, 1924 w stopniu kapitana był przydzielony jako oficer rezerwowy do 10 Batalionu Sanitarnego w Przemyślu (analogicznie byli przydzieleni do tej jednostki także inni pochodzący z Sanoka oficerowie-lekarze: Stanisław Domański, Kazimierz Niedzielski, Salomon Ramer, Jan Porajewski, Antoni Dorosz). W 1926, jako oficer rezerwy, otrzymał dyplom strzelecki za udział zawodach sanockiego pułku. W 1934 w stopniu kapitana lekarza rezerwy był w kadrze zapasowej 10 Szpitala Okręgowego i był wówczas przydzielony do Powiatowej Komendy Uzupełnień Sanok. W 1922 kandydował w wyborach do Sejmu RP I kadencji (1922-1927) w okręgu 48 z listy bezimiennej.
W okresie II Rzeczypospolitej był lekarzem dentystą w Sanoku. Uchwałą Rady Miejskiej w Sanoku z 24 stycznia 1924 został uznany przynależnym do gminy Sanok. Do 1939 prowadził w Sanoku zakład dentystyczny, funkcjonujący przy ulicy Jagiellońskiej 43. Do 1939 był członkiem Lwowskiej Izby Lekarskiej.
Przez 12 lat był żonaty z Jadwigą z domu Schuster (ur. 1898, technik dentystyczny, zm. 3 stycznia 1927). Mieli dwie córki; Gertrudę Marię (ur. 1917, żona Tadeusza Krupy, podoficera Wojska Polskiego z 2 pułku Strzelców Podhalańskich), Annę Wandę (1920-1987, po mężu Wilk, dentystka w Sanoku). 6 kwietnia 1931 jego drugą żoną została Aniela Kornak (ur. 1901, zm. 1976).
Po wybuchu II wojny światowej w okresie trwającej okupacji niemieckiej jako oficer rezerwy zgłosił się do "pospolitego ruszenia" i z wycofującą się armią przekroczył granicę polsko-węgierską. Na Węgrzech był internowany w tzw. Lengyel tabor (polskich obozach), początkowo w Balatonboglár, a następnie w Siklósi vár. Tam wykonywał zawód stomatologa. W 1944, po zajęciu Węgier przez wojska niemieckie sytuacja internowanych Polaków pogorszyła się i byli już traktowani jako jeńcy wojenni. Chory zmarł w lutym 1945 w transporcie jeńców do Niemiec w Pasawie (według inne wersji w pobliżu Wiener Neustadt) i został tam pochowany w zbiorowej mogile..

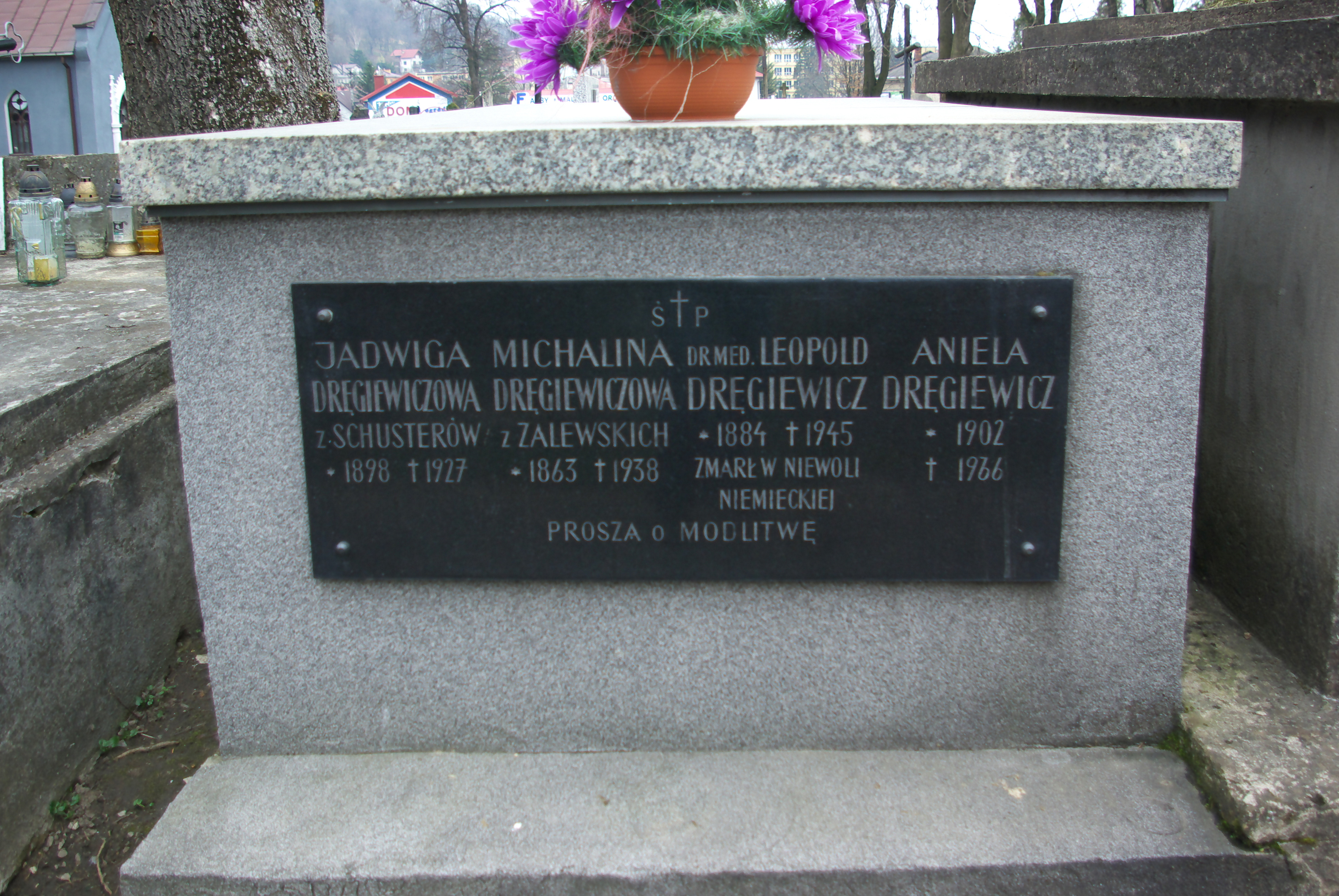
Grobowiec Dręgiewiczów

Leopold Dręgiewicz został symbolicznie upamiętniony na grobowcu rodzinnym położonym na Cmentarzu Centralnym w Sanoku. Zostały tam pochowane jego matka Michalina oraz obie żony, Jadwiga i Aniela.